# II. Lupus baszk herceg
II. Lupus (Lupo) lett az utolsó akvitán felkelés bukása után Akvitániától újra különváló Baszk Hercegség első hercege. 
Származásáról semmi biztosat nem tudunk. A Lupo nagyon gyakori baszk név volt, mivel a farkas volt a baszk törzsek egyik legfontosabb totemállata.

## Hatalomra kerülése
Nem tudni, hogy Kis Pipin nevezte-e ki hercegnek vagy a baszk nemesek választották-e meg — az első álláspont hívei szerint valószínűleg nem baszk volt, hanem frank vagy romanogall. Annyi bizonyos, hogy 768-ban, Waifer aquitániai herceg halálának évében már gyakorlatilag függetlenítette Baszkföldet Akvitániától, de Waifer formális vazallusaként még (ismeretlen mértékben) segítette annak harcát a frankok ellen. Amikor Waifer és Kis Pipin halála után II. Hunald aquitániai herceg megpróbálta újraéleszteni az akvitán felkelést, Lupus szembefordult vele, meghódolt Pipin fiának és utódának, Nagy Károlynak, akinek kiadta II. Hunaldot (és feleségét). 769-ben formálisan is hűségesküt tett Károlynak, aki elismerte őt vazallusának, a baszk területek hercegének.

## A Baszk Hercegség
Lupus uralma alatt a Baszk hercegség északi határa nagyjából a Garonne volt, de uralma nem terjedt ki Bordeaux-ra, ami körül a frankok egy Baszkföldtől független grófságot alakítottak ki. Északkeleten magában foglalta Agenais-t, délen pedig a Pireneusokig ért. Nem tudni, hogy formálisan magában foglalta-e a hegység nyugati részét — annyi bizonyos, hogy a hegységben élő baszkok is a frank uralkodók hűbéresei voltak. Ha ezek a területek is a hercegséghez tartoztak, akkor az a Vizcayai-öböl partján, egy rövid szakaszon Asztúriával volt határos.
A hegység keleti részén Andalusz és a frankok által 759-ben meghódított Septimania határa húzódott. A Pireneusoktól délre elterülő, baszkok lakta területek nagy részét a mórok uralták, kivéve a félfüggetlen Banu Qasi-t.
A hercegség területének nagy része grófságokra tagolódott. A baszk történelemben később a Pireneusok déli lejtőin elterülő  Bigorre grófság jutott jelentősebb szerephez azzal, hogy valószínűleg ennek grófja, Íñigo Jiménez (762?–?) volt Pamplona első királya, Iñigo Iñiguez Arista apja.

## Uralkodása
Egészen addig őrizte a feszült, érzékeny békét mind a frankokkal, mind a mórokkal, amíg Nagy Károly 778-ban meg nem indította ibériai hadjáratát. A két frank hadoszlop egyike, amelyet maga Károly vezetett, a frank területeken átvonulva kelt át a Pireneusokon, hogy Zaragozánál találkozzon a másik hadoszloppal. Útközben kifosztották és lerombolták a baszkok lakta Pamplonát, amit a mórok még a 720-as években erősítettek meg és tettek regionális közigazgatási központjukká.
A vérengzés miatt a baszkok bosszút esküdtek, és amikor Károly a kudarcba fúlt hadjárat után kivonta csapatait a félszigetről, valószínűleg Lupus vezetésével az első roncesvallesi csatában megsemmisítették utóvédét és hadtápját. Az elesett hírességek között volt az udvarmester, Eggihard, Anselm grófja és a breton seregek felügyelője, valamint Roland lovag, akinek alakja a Roland-énekben vált halhatatlanná. Károly ezek után még visszatért egy rövid büntető-fosztogató hadjáratra a főerőkkel, és jelentős baszk területeket dúlt fel.
Uralkodásának ezt követő szakaszáról nincs adat. Lehet, hogy még ebben az évben meghalt, de az is lehet, hogy csak jóval később. A hercegi trónon I. Sancho követte, róla azonban először 1801-ből adnak hírt, amikor is ő vezette Jámbor Lajos hadait Barcelona ostrománál — tehát Lupus valamikor e két időpont között hunyt el.

## Fiai
Nem csak szüleit, de leszármazottait sem ismerjük biztosan. A legegyszerűbb, közkeletű elkézelés szerint ő volt az utána következő négy herceg — I. Sancho I. Séguin, I. García (Garsand) és Lupus Centule apja. Ebben az esetben volt még egy fia, Adalrik (Odalric). Ő arról ismert, hogy 787-ben vagy 789-ben elfogta Chorso toulouse-i grófot, majd olyan megegyezést erőszakolt ki Nagy Károllyal, amelynek értelmében Károly leváltotta Chorsót tisztségéből, és helyére a királyi család egy Vilmos nevű tagját nevezte ki — ő későbbi tettei miatt szent Vilmos néven vált ismertté.

## Fordítás
Ez a szócikk részben vagy egészben  a   Lupo II of Gascony című angol Wikipédia-szócikk ezen változatának fordításán alapul.  Az eredeti cikk szerkesztőit annak laptörténete sorolja fel. Ez a jelzés csupán a megfogalmazás eredetét és a szerzői jogokat jelzi, nem szolgál a cikkben szereplő információk forrásmegjelöléseként.